# Рыково (Гаврилово-Посадский район)
Рыково — село в Гаврилово-Посадском районе Ивановской области России, входит в состав Осановецкого сельского поселения.

## География
Село расположено в 4 км на юг от центра поселения села Осановец и в 11 км на юго-запад от райцентра города Гаврилов Посад.

## История
Из письменных документов XVII столетия видно, что село Рыково в первой половине этого столетия было вотчиной фамилии князей Татевых, от них Рыково перешло во владение Федора Семеновича Куракина. В 1657 году указанный владелец продал свою вотчину князю Ивану Алексеевичу Воротынскому, который в 1679 году отдал Рыково в приданое своей дочери княжне Наталье при выходе её замуж за князя Петра Алексеевича Голицына. После смерти последнего село досталось в 1723 году его сыну князю Николаю. В 1730 году князь Николай продал Рыково вдове Авдотье Михайловне Извольской. В конце XVIII столетия Рыково принадлежало Коллежскому Советнику Семену Ивановичу Куприянову. Последним владельцем села в настоящем столетии был Иван Васильевич Рагозин.
В патриарших окладных книгах 1628 года есть запись о церкви Ивана Предтечи в селе Рыкове. В 1799 году на средства помещика Куприянова и прихожан построена каменная церковь с колокольней. Престолов в ней было три: в холодной — в честь Усекновения главы Иоанна Предтечи и в теплом приделе: во имя Всех Святых и во имя святых мучеников: Гурия, Самона и Авива. В 1893 году приход состоял из села Рыково и деревни Осеихи. Всех дворов в приходе 66, мужчин — 206, женщин — 224. С 1875 года в селе была открыта земская народная школа.
В конце XIX — начале XX века село входило в состав Паршинской волости Юрьевского уезда Владимирской губернии.
С 1929 года село входило в состав Загорского сельсовета Гаврилово-Посадского района, с 1954 года — в составе Лычевского сельсовета, с 2005 года — в составе Осановецкого сельского поселения.

## Население
| 1859 | 1905 | 2010 |
| ---- | ---- | ---- |
| 278  | ↗421 | ↘0   |

## Достопримечательности
В селе находится недействующая Церковь Усекновения главы Иоанна Предтечи (1799)